# Tiziano Sclavi
Tiziano Sclavi (Broni, Provincia de Pavía, Italia, 3 de abril de 1953) es un historietista, novelista, guionista, periodista, compositor de canciones y autor de programas de televisión italiano. Es el creador del cómic de terror de culto Dylan Dog.

## Infancia y juventud
Con apenas 20 años comienza a trabajar para el Corriere dei Piccoli y asiste a Alfredo Castelli ("alma mater" de Martin Mystère) en la escritura de Los Aristócratas.
Muy pronto logra la independencia creativa e idea un importante conjunto de serie humorísticas y de aventuras como, por ejemplo, Altai & Jonson (1975-1985), historieta con Giorgio Cavazzano a los dibujos.
También colabora para Il Giornalino, de cuyas páginas saldrían Vita da cani o Agente Allen.
En los años 80 entra a trabajar en la Editorial Bonelli, donde colabora en los guiones de algunos de los puntales más importantes de la misma: Zagor, Mister No, Ken Parker o el ya mencionado Martin Mystère. En esta primera época crea el personaje de Kerry il trapper (1983), antecedente directo de Dylan Dog.
En 1985 propone a Sergio Bonelli crear un fumetto de terror. Idea a Dylan Dog, un personaje irónico y torturado, y le da el rostro de Rupert Everett. Su nombre lo obtiene del poeta Dylan Thomas y su apellido de la novela policíaca Erection Set de Mickey Spillane, cuyo título es traducido al italiano como Dog, figlio di. Esta mezcla de nombres deja claro la multitud de referencias de la que beberá esta colección. Sclavi guioniza los primeros números, crea las rutinas de los personajes y después deja la serie en manos de otros guionistas. En 1987 crea para la revista Comic  Art la historieta de ciencia ficción Roy Mann, con dibujos de Attilio Micheluzzi.
También ha ejercido de novelista (Tre, Dellamorte Dellamore, Nero...) y guionista de cine. Aparte de Dellamorte Dellamore, novela suya llevada a las pantallas, también ha escrito el guion de Nero.